# جيفري كوندوغبيا
جيفري كوندوغبيا (بالفرنسية: Geoffrey Kondogbia)‏ وهو لاعب كرة قدم إفريقي أوسط من إفريقيا الوسطى يلعب كوسط دفاعي ولد في يوم 15 فبراير 1993 في بلدة نمور في فرنسا يلعب حاليا مع نادي أولمبيك مارسيليا في الدوري الفرنسي كما سبق له اللعب مع إنتر ميلان في إيطاليا وموناكو الفرنسي وإشبيلية ونادي فالنسيا ولعب مع لانس ومع سينارت موساي ومع نانسي، يلعب مع منتخب جمهورية إفريقيا الوسطى لكرة القدم، كما لعب من منتخب فرنسا لكرة القدم حتى 2013، ولعب مع منتخب فرنسا تحت 21 سنة لكرة القدم ويبلغ طوله 188 سم. لكنه في النهاية اختار تمثيل بلده الأم منتخب جمهورية إفريقيا الوسطى لكرة القدم.

## روابط خارجية
- جيفري كوندوغبيا على موقع الاتحاد الدولي (مؤرشف)  (الإنجليزية)
- جيفري كوندوغبيا على موقع الاتحاد الأوربي (الإنجليزية)
- جيفري كوندوغبيا على موقع رابطة كرة القدم الفرنسية للمحترفين (الإنجليزية)
- جيفري كوندوغبيا على موقع إي إس بي إن إف سي (الإنجليزية)
- جيفري كوندوغبيا على موقع قاعدة بيانات كرة القدم.إي يو (الإنجليزية)
- جيفري كوندوغبيا على موقع ليكيب (الفرنسية)
- جيفري كوندوغبيا على موقع ناشيونال فوتبول تيمز (الإنجليزية)
- جيفري كوندوغبيا على موقع Soccerbase.com (لاعب) (الإنجليزية)
- جيفري كوندوغبيا على موقع Soccerway.com (الإنجليزية)
- جيفري كوندوغبيا على موقع عالم كرة القدم.نت (الإنجليزية)